# Orele astrale ale omenirii
Orele astrale ale omenirii (în germană Sternstunden der Menschheit) este un volum de eseuri istorice scris în 1927 de Stefan Zweig. Autorul descrie un număr de momente pe care el le consideră esențiale pentru istoria universală, variind de la 5 la 14, în funcție de ediție, ca de exemplu descoperirea Pacificului de către Vasco Nunez de Balboa,  căderea Constantinopolului sau înlesnirea, de către autoritățile Imperiului German, a trecerii lui Lenin din Elveția spre Rusia, prin teritoriul german, cu scopul de a declanșa Revoluția bolșevică și a provoca astfel ieșirea Rusiei din Antantă, în decursul primului război mondial.